# Codelco
La Corporación Nacional del Cobre, más conocida como CODELCO, es una empresa estatal chilena dedicada a la explotación minera cuprífera. Codelco opera ocho centros de trabajo, ubicados entre la Región de Antofagasta y la Región de O'Higgins. La casa matriz se encuentra en Santiago.
CODELCO es uno de los productores de cobre más grande mundialmente y el que más contribuye a la economía chilena.Actualmente, esta empresa cuenta con un total de 15.267 empleados.
Hasta el año 2019, los yacimientos y operaciones de CODELCO han aportado US$ 115 000 millones a las arcas fiscales del Estado.
El Presidente del Directorio es nombrado por el Presidente de la República, de entre los directores.
El Presidente Ejecutivo es designado por el Directorio de la empresa y es el encargado de la administración de la Corporación.

## Operaciones
CODELCO posee siete divisiones mineras, además de la División Ventanas y la casa matriz en Santiago. A continuación se detallan en orden geográfico:
| División         | Ubicación                                                  | Inicio | Descripción | Producción (2021) | Imagen |
| ---------------- | ---------------------------------------------------------- | ------ | --- | ----------------- | ------ |
| Chuquicamata     | Calama, Región de Antofagasta                              | 1915   | Mina a rajo abierto y subterránea Producción de cátodos electrorrefinados y electroobtenidos y concentrado de cobre Dotación propia: 3.935 personas (2021) | 319.280 tmf       |        |
| Radomiro Tomic   | Calama, Región de Antofagasta                              | 1997   | Mina a rajo abierto Producción de cátodos electroobtenidos Dotación propia: 1.251 personas (2021)                                                          | 326.456 tmf       |        |
| Ministro Hales   | Calama, Región de Antofagasta                              | 2010   | Mina a rajo abierto y subterránea Producción de calcina de cobre, concentrado de cobre y plata Dotación propia: 771 personas (2021)                        | 181.704 tmf       |        |
| Gabriela Mistral | Sierra Gorda, Región de Antofagasta                        | 2008   | Mina a rajo abierto Producción de cátodos electrorrefinados Dotación propia: 457 personas (2021)                                                           | 100.908 tmf       |        |
| Salvador         | Diego de Almagro, Región de Atacama                        | 1959   | Mina subterránea y a rajo abierto Producción de cátodos electrorrefinados y electroobtenidos Dotación propia: 1.501 personas (2021)                        | 52.885 tmf        |        |
| Andina           | Los Andes, Región de Valparaíso                            | 1970   | Mina subterránea y a rajo abierto Producción de concentrado de cobre Dotación propia: 1.424 personas (2021)                                                | 177.216 tmf       |        |
| Ventanas         | Puchuncaví, Región de Valparaíso                           | 1964   | Fundición y refinería Dotación propia: 774 personas (2021)                                                                                                 | —                 |        |
| Casa Matriz      | Santiago, Región Metropolitana                             | 1976   | Funciones administrativas | —                 |        |
| El Teniente      | Rancagua, Región del Libertador General Bernardo O'Higgins | 1905   | Mina subterránea y a rajo abierto Producción de ánodos de cobre Dotación propia: 3.845 personas (2021)                                                     | 459.817 tmf       |        |

## Producción
A continuación se detalla la producción anual de cobre fino (en miles de toneladas métricas) y de molibdeno (en toneladas métricas) desde el año de fundación de CODELCO, de acuerdo a datos estadísticos de COCHILCO:
| Año  | Producción total | % prod. nacional |
| ---- | ---------------- | ---------------- |
| 1976 | 846.8            | 84.2             |
| 1977 | 892.7            | 84.7             |
| 1978 | 876.5            | 84.8             |
| 1979 | 910.2            | 85.6             |
| 1980 | 904.5            | 84.7             |
| 1981 | 893.6            | 82.7             |
| 1982 | 1 032.9          | 83.2             |
| 1983 | 1 012.1          | 80.5             |
| 1984 | 1 049.8          | 81.3             |
| 1985 | 1 076.7          | 79.4             |
| 1986 | 1 102.0          | 78.7             |
| 1987 | 1 090.6          | 76.9             |
| 1988 | 1 091.1          | 75.2             |
| 1989 | 1 243.1          | 77.2             |
| 1990 | 1 195.3          | 75.3             |
| 1991 | 1 125.5          | 62.0             |
| 1992 | 1 156.3          | 59.8             |
| 1993 | 1 139.4          | 55.4             |
| 1994 | 1 134.1          | 51.1             |
| 1995 | 1 164.7          | 46.8             |
| 1996 | 1 221.3          | 39.2             |
| 1997 | 1 231.2          | 36.3             |
| 1998 | 1 402.8          | 38.0             |
| 1999 | 1 507.5          | 34.3             |
| 2000 | 1 515.7          | 32.9             |
| 2001 | 1 592.3          | 33.6             |
| 2002 | 1 519.7          | 33.2             |
| 2003 | 1 562.5          | 31.9             |
| 2004 | 1 733.2          | 32.0             |
| 2005 | 1 728.0          | 32.5             |
| 2006 | 1 675.9          | 31.3             |
| 2007 | 1 583.3          | 28.5             |
| 2008 | 1 466.4          | 27.5             |
| 2009 | 1 702.0          | 31.6             |
| 2010 | 1 689.1          | 31.2             |
| 2011 | 1 735.2          | 33.0             |
| 2012 | 1 646.5          | 30.3             |
| 2013 | 1 621.7          | 28.1             |
| 2014 | 1 671.8          | 29.0             |
| 2015 | 1 731.7          | 30.0             |
| 2016 | 1 707.5          | 30.8             |
| 2017 | 1 733.9          | 31.5             |
| 2018 | 1 677.5          | 28.8             |
| 2019 | 1 588.2          | 27.4             |
| 2020 | 1 618.0          | 28.2             |

| Año  | Producción total | % prod. nacional |
| ---- | ---------------- | ---------------- |
| 1976 | 10 899.0         | 100              |
| 1977 | 10 937.0         | 100              |
| 1978 | 13 196.0         | 100              |
| 1979 | 13 559.0         | 100              |
| 1980 | 13 668.0         | 100              |
| 1981 | 15 360.0         | 100              |
| 1982 | 20 048.0         | 100              |
| 1983 | 15 264.0         | 100              |
| 1984 | 16 861.0         | 100              |
| 1985 | 18 391.0         | 100              |
| 1986 | 16 581.0         | 100              |
| 1987 | 16 941.0         | 100              |
| 1988 | 15 515.0         | 100              |
| 1989 | 16 550.0         | 100              |
| 1990 | 13 830.0         | 100              |
| 1991 | 14 434.0         | 100              |
| 1992 | 14 840.0         | 100              |
| 1993 | 14 899.0         | 100              |
| 1994 | 15 948.0         | 99.5             |
| 1995 | 16 717.0         | 93.4             |
| 1996 | 15 347.0         | 88.1             |
| 1997 | 18 848.0         | 88.3             |
| 1998 | 21 608.0         | 85.4             |
| 1999 | 23 787.0         | 87.1             |
| 2000 | 24 944.0         | 75.2             |
| 2001 | 24 237.0         | 72.4             |
| 2002 | 19 901.0         | 67.5             |
| 2003 | 23 173.0         | 69.4             |
| 2004 | 32 324.0         | 77.2             |
| 2005 | 36 566.0         | 76.1             |
| 2006 | 27 203.0         | 62.9             |
| 2007 | 27 857.0         | 62.0             |
| 2008 | 20 525.0         | 60.9             |
| 2009 | 21 558.0         | 61.7             |
| 2010 | 21 675.0         | 58.3             |
| 2011 | 23 048.0         | 56.4             |
| 2012 | 19 460.0         | 55.5             |
| 2013 | 23 044.0         | 59.5             |
| 2014 | 30 628.6         | 62.8             |
| 2015 | 27 683.4         | 52.7             |
| 2016 | 30 640.2         | 55.1             |
| 2017 | 28 673.8         | 45.7             |
| 2018 | 24 030.9         | 39.6             |
| 2019 | 22 352.5         | 40.8             |

En el siguiente gráfico se muestra la producción de cobre de Codelco distribuida por división:

En el siguiente gráfico se muestra la producción de molibdeno de Codelco distribuida por división:

## Asociaciones mineras
Por la ley N.º 19.137, del 12 de mayo de 1992, CODELCO se puede asociar con terceros para realizar sus actividades mineras. La principal asociación ha sido la SCM El Abra, para el yacimiento de cobre del mismo nombre, ubicado en la Región de Antofagasta. Formada en 1994, Codelco mantiene un 49% de participación, mientras el 51% restante lo controla Cyprus El Abra Corporation, filial de Freeport-McMoRan Copper.
Además, Codelco también participa en la sociedad contractual minera Purén, donde posee el 35% de la propiedad (el resto pertenece a Compañía Minera Mantos de Oro, controlada por Goldcorp Inc. y Kinross).

## Investigación e innovación tecnológica

### CodelcoTech
En junio de 2016, el presidente del directorio Óscar Landerretche, anunció la creación de "Codelco Tecnologías" (CodelcoTech) como nueva filial, con la misión de consolidar los esfuerzos que realizan sus filiales que hacen innovación tecnológica bajo un solo paraguas, bajo un modelo de "innovación abierta", modelo que otras grandes mineras como BHP Billiton y Anglo American ya han experimentado con resultados prometedores.Su puesta en marcha ha sido el resultado de la fusión de las grandes filiales con foco tecnológico de la Corporación, como el IM2 y Biosigma.

### Aporte a empresas tecnológicas

#### BioSigma
BioSigma es una empresa que desarrolla, implementa y adapta soluciones biotecnológicas integrales para la industria minera a través de procesos sustentables. A la fecha BioSigma cuenta con una planta de producción de biomasa lixiviante ubicada en la División Radomiro Tomic de Codelco, y las tecnologías de biolixiviación desarrolladas por BioSigma están siendo aplicadas a escala industrial para la recuperación de cobre desde minerales sulfurados primarios de baja ley. Actualmente BioSigma cuenta con más de 90 patentes de invención concedidas en 14 países y continúa incorporando a la minería los avances de la biotecnología de forma de aumentar los beneficios económicos disponibles en los vastos recursos de baja ley y otros materiales secundarios. A partir de diciembre del año 2016, Biosigma se fusiona con las demás filiales tecnológicas de Codelco, para dar paso a la creación de CodelcoTec.

#### EcoMetales
EcoMorales Limited es una empresa filial de Codelco Technologies Ltd (Bermuda), que ofrece soluciones ambientales a la minería y procesos para la recuperación de metales. La empresa nace en el año 2001 para contribuir a resolver los problemas que genera la disposición de residuos mineros, aprovechando de recuperar los componentes de valor presentes en dichos residuos. EcoMetales desarrolla procesos industriales a partir de investigación aplicada y genera soluciones innovadoras y ambientalmente sustentables.
Sus instalaciones están ubicadas a 35 kilómetros al nororiente de Calama, en el sur de Chile, donde opera una planta con altos estándares de seguridad y salud ocupacional. Cuenta con un equipo experimentado de ingeniería, procesos y proyectos. Su localización estratégica, sumada a su infraestructura y experiencia industrial en el manejo de grandes volúmenes de residuos, le permiten ofrecer adaptabilidad a los requerimientos de sus clientes, garantía de cumplimientos de todos los estándares ambientales y de seguridad y una relación costo-calidad muy competitiva. EcoMetales procesa actualmente, residuos provenientes de las Divisiones de Chuquicamata, Ventanas y El Salvador. Además de Codelco, busca activamente oportunidades para colaborar con otras compañías mineras.